# Lisa Weiß
Lisa Weiß (født 29. oktober 1987) er en kvindelig tysk fodboldspiller, der spiller som målvogter for franske Olympique Lyon i Division 1 Féminine og Tysklands kvindefodboldlandshold, siden 2009.
Hun har tidligere spillet for SV Lohausen, FCR 2001 Duisburg og SGS Essen.
Hun fik landsholdsdebut for Tyskland d. 17. februar 2010, mod Nordkorea.